# Karabas (stacja kolejowa)
Karabas (kaz. Қарабас; ros. Карабас) – węzłowa stacja kolejowa w miejscowości Karabas, w rejonie Abaj, w obwodzie karagandyjskim, w Kazachstanie. Węzeł linii Astana – Szu, na trasie Nowego Jedwabnego Szlaku z linią karagandyjskiego zagłębia węglowego.
Karabas był stacją przesiadkową dla więźniów łagrów, przez którą codziennie przechodziło tysiące więźniów. Opisany został przez Aleksandra Sołżenicyna w Archipelagu GUŁag.